# Siurana
Siurana là một đô thị trong comarca Alt Empordà, Girona, Catalonia, Tây Ban Nha. ].